# Hospital nacional de referencia de Timbu
El Hospital Nacional de Referencia Jigme Dorji Wangchuck es el principal complejo hospitalario del Reino de Bután, ubicado en la capital Timbu. Inaugurado en 1972, el centro da servicio gratuito a ciudadanos de todo el país, proporcionando la evaluación de la salud y gestión sanitaria más sofisticadas.

## Generalidades
El Departamento de Obstetricia y Ginecología maneja aproximadamente 3,000 partos al año. Sin embargo, con la creciente demanda, el equipo desgastado existente es insuficiente en cantidad y calidad. Las dificultades para un seguimiento adecuado y una intervención oportuna han llevado a operaciones de cesárea evitables y muertes fetales en raras ocasiones. Recientemente, con la ayuda del gobierno de Japón, el departamento ha podido obtener nuevos equipos que incluyen equipos de vacío para parto, máquinas de fototerapia, calentadores de bebés, dopplers fetales, máquinas CTG y ultrasonido.
El Hospital Nacional de Referencia Jigme Dorji Wangchuck es uno de los cinco centros de servicios médicos de Timbu; hay dos hospitales más, uno es el Hospital Militar, Lungtenphu, administrado por el Real Ejército de Bután, mientras que el otro es el Hospital de la Amistad Indo-Butanesa, administrado por el Equipo de Entrenamiento Militar de la India (IMTRAT).
A fines de la década de 1990, se lanzó un plan para convertir el Hospital Jigme Dorji Wangchuck de 175 camas en un hospital de referencia nacional con la ayuda del gobierno de la India. Después del estudio, se descubrió que la estructura existente era demasiado débil para actualizarla. Los planificadores propusieron un nuevo hospital de 350 camas. En 2002 se completó un edificio de laboratorio, un muro compuesto, una tienda de regalos, un barrio de médicos y enfermeras y una carretera interna.

## Afiliaciones
El Real Instituto de Ciencias de la Salud (RIHS) es uno de los dos principales centros de educación médica en Bután, el otro es el Instituto Nacional de Medicina Tradicional. El RIHS se estableció en Timbu en 1974 como un colegio miembro de la Real Universidad de Bután y está asociado con el Hospital de Referencia de Timbu. La RIHS ofrece programas de diploma y certificado para enfermeras, técnicos médicos y otros trabajadores de atención primaria de salud.